# Poço Pari
O poço Pari é um lago natural com aproximadamente 100 m de diâmetro perto da  cachoeira do Tabuleiro, no Parque Natural Municipal do Ribeirão do Campo, localizado no município de Conceição do Mato Dentro, Minas Gerais, Brasil. Há pequenas quedas e corredeiras no curso de água que formam "panelões". Sua água tem tonalidade caramelo, proveniente do tanino de folhas em decomposição, e a temperatura é agradável, propícia para banhos. O lago possui águas frias e por cima dele é possível enxergar os peixes, devido à pureza da água.